# Pedro Celso
Pedro Celso (Tiros, 7 de dezembro de 1958) é um servidor público, líder sindical e político brasileiro. Filiado ao Partido dos Trabalhadores, foi Deputado federal por um mandato, entre 1999 a 2003, e integrou a Câmara Legislativa do Distrito Federal de 1991 a 1999, em sua primeira e segunda legislaturas.

## Biografia
Mineiro, Celso se tornou morador de Brasília em 1963. Na capital federal, foi auxiliar de almoxarifado da Sociedade de Transportes Coletivos de Brasília (TCB) e atuou como líder sindical, presidindo entre 1985 e 1990 o Sindicato dos Rodoviários do Distrito Federal e ainda diretor da Central Única dos Trabalhadores do Distrito Federal. Membro do Partido dos Trabalhadores, foi designado presidente do PT do Distrito Federal em 1992, bem como integrou a Direção Nacional do partido.
Na eleição de 1990 para a Câmara Legislativa, Celso elegeu-se deputado distrital com a maior votação daquela eleição: 19.139 votos. Durante seu primeiro mandato parlamentar, foi escolhido por seus pares como primeiro secretário da Mesa Diretora. No pleito seguinte, foi reeleito com 14.282 votos. Licenciou-se do mandato para assumir a secretaria do Trabalho do governo de Cristovam Buarque no ano de 1997.
Celso foi eleito para a Câmara dos Deputados em 1998 com 49.936 votos. No legislativo federal, foi vice-líder do PT. Candidatou-se à reeleição em 2002, obtendo a suplência, com 45.749 votos. Em 2003, foi secretário de Patrimônio da União durante o governo Lula. Tentou voltar ao parlamento distrital em 2006, mas não logrou êxito. Deixou a política desde então.